# توفيق هولو
توفيق هولو حيدر، مواليد بعلبك 1892 هو قائد الثورة في وجه الانتداب الفرنسي بعلبك، وقد كان عند اندلاعها موظفا في دمشق، وشارك في المعارك التي دارت في جبل القلمون، وتنقل بين الغوطة والسويداء، واللجاة.
استطاع احتلال بعلبك من الفرنسيين بالقوة في أيار 1926 م، وبدأ اتصاله التنسيقي مع الدروز (بني معروف) في أغسطس/آب 1926 لرسم خطة جديدة للقتال، وثأر للشهيد الكبير أحمد مريود من قاتله (الكابتن بوافان) فقتله، وفي شتاء العام 1927 غادر مع رفاقه إلى جبل العرب ليستقر هناك.